# Riera de Matamargó
La Riera de Matamargó és un corrent fluvial que neix a Su i que en confluir amb la Riera de Vallmanya dona naixement a la Riera de Salo.

## Termes municipals que travessa
Des del seu naixement, la Riera de Matamargó passa successivament pels següents termes municipals.
|                                                 | Longitud (en m.) | % del recorregut |
| ----------------------------------------------- | ---------------- | ---------------- |
| Per l'interior del municipi de Riner            | 2.332            | 20,36%           |
| Per l'interior del municipi de Pinós            | 8.390            | 73,26%           |
| Fent frontera entre Pinós i Sant Mateu de Bages | 731              | 6,38%            |

## Xarxa hidrogràfica
La xarxa hidrogràfica de la Riera de Matamargó està constituïda per 102 cursos fluvials que sumen una longitud total de 79.979 m.

### Distribució municipal
El conjunt de la xarxa hidrogràfica de la Riera de Matamargó transcorre pels següents termes municipals:
| Municipi            | Nombre de cursos o trams | Longitud que hi transcorre |
| ------------------- | ------------------------ | -------------------------- |
| Pinós               | 90                       | 64.039 m.                  |
| Cardona             | 9                        | 7.196 m.                   |
| Riner               | 10                       | 7.110 m.                   |
| Sant Mateu de Bages | 5                        | 2.960 m.                   |

### Taula de dades de síntesi

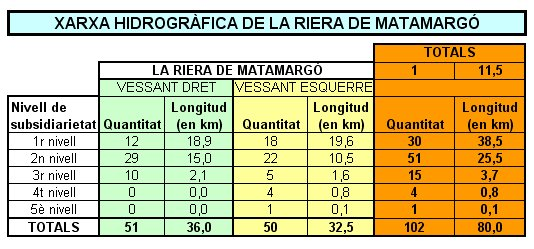
Taula amb les dades detallades